# 小行星9515
小行星9515（英語：9515 Dubner）是一颗围绕太阳公转的小行星。1975年9月5日，M. R. Cesco在圣胡安省发现了此天体。
这颗小行星的绝对星等为314.84461等。